# Šarūnas Jasikevičius
Šarūnas Jasikevičius, litovski košarkar, * 5. marec 1976, Kaunas, Litva

## Kariera

### Začetki
Jasikevičius je košarko začel resneje igrati na srednji šoli Solanco High School v Pennsylvaniji, ZDA, kamor je odšel pri petnajstih letih. Po zaključku srednje šole je z igranjem košarke nadaljeval tudi na univerzi Maryland. Ker po zaključku študija ni bil izbran na naboru NBA, se je vrnil v Litvo in začel s profesionalnim igranjem košarke. Njegov prvi klub je bil eden vodilnih litvanskih klubov Lietuvos Rytas, kjer je ostal eno sezono.

### Uveljavitev v Ljubljani
Leta 1999 se je na vabilo trenerja Zmaga Sagadina pridružil ljubljanski Union Olimpiji, v kateri so takrat igrali tudi Jure Zdovc, Marko Milič, Sani Bečirovič ter Primož Brezec. V tej sezoni se je dokončno uveljavil kot eden najboljših playmakerjev v Evropi, ekipo Olimpije pa je pripeljal do četrtfinala Evrolige, kjer so izgubili proti Barceloni. 

### Barcelona
Po koncu sezone se je pridružil Barceloni, kjer je ostal 3 sezone. V tem času je z ekipo osvojil 2 španski prvenstvi in 2 pokala (Copa del Rey) ter leta 2003 naslov prvaka Evrolige, kar je bil sploh prvi Evroligaški naslov za Barcelono v njeni zgodovini.

### Vrhunec: Maccabi Tel Aviv
Po poteku pogodbe leta 2003 se z vodstvom Barcelone ni uspel dogovoriti o ustrezni višini pogodbe, zato je prestopil k izraelskemu Maccabiju. Tu je trener Pini Gershon ustvaril ekipo, ki je v naslednjih treh letih dominiralo v Evropski košarki. V ekipi sta poleg Šarunasa med drugimi bila še Nikola Vujčić in Anthony Parker. Šarunas je vodil igro ekipe, ki je s svojo atraktivnostjo navduševala košarkarsko Evropo. Poleg dveh naslovov izraelskega državnega in pokalnega prvaka je Maccabi v dveh sezonah, ko je zanj igral Jasikevičius osvojil tudi dva naslova prvaka Evrolige(2004, 2005). Na zaključnem turnirju Evrolige leta 2005 je bil proglašen tudi za najkoristnejšega igralca turnirja(MVP). 

### V NBA
Po koncu sezone 2004/05 se je odločil preizkusiti tudi v ligi NBA, saj je prestopil k Indiani Pacersom. Tu je ostal sezono in pol do februarja 2007, ko so ga Pacersi poslali k ekipi Golden State Warriors. 

### Vrnitev v Evropo
Po koncu sezone se je odločil vrniti v Evropo, zato je podpisal pogodbo z atenskim Panathinaikosom. Vrednost dveletne pogodbe je znašala 7 milijonov evrov, s čimer je Jasikevičius postal eden najbolje plačanih košarkarjev v Evropi.    

## Igralčev profil
Jasikevičius je igral na mestu organizatorja igre, po potrebi tudi na mestu branilca-strelca. V vlogi organizatorja igre se je odlikoval z odličnim pregledom nad igro, natančnim metom in dobro tehniko. Posebej pa je bil znan po svojih voditeljskih sposobnostih, saj je ekipo v odločilnih trenutkih vodil zelo samozavestno in uspešno.

## Reprezentanca
Jasikevičius je bil član Litovske ekipe, ki je osvojila bronasto medaljo na OI 2000.
Naslednji veliki uspeh je sledil na EP 2003 na katerem so Litovci prevladovali in osvojili naslov prvaka. Njihov vodja, Jasikevičius pa je poleg zlate medalje prejel še naziv za MVP, torej najkoristnejšega igralca turnirja. 
Svojo zadnjo lovoriko z reprezentanco je osvojil na EP 2007 iz katerega se je vrnil z bronom po osvojenem tretjim mestom.
Svoje igranje za domovino je sklenil po nastopu na Olimpijadi v Pekingu leta 2008.